# Партс, Карл
Карл Партс (эст. Karl Parts; 15 июля 1886, волость Палупера, Лифляндская губерния, Российская империя — 1 сентября 1941, Киров, Кировская область, СССР) — эстонский военный деятель, участник освободительной войны Эстонии, кавалер креста Свободы.

## Биография
В 1915 году окончил школу прапорщиков в Петергофе. Участник Первой мировой войны.
В 1917 году Партс вступил в эстонскую армию, в период германской оккупации организовал подпольную организацию Союз обороны Эстонии. Во время Освободительной войны участвовал в создании частей бронепоездов, в апреле 1919 года был назначен командиром дивизиона бронепоездов. Принимал участие в самом большом сражении войны — штурме Пскова, окончившимся его сдачей эстонцам. После войны Партс в 1921—1923 годах командовал бригадой бронепоездов, позже работал инспектором. Активно участвовал в подавлении перводекабрьского восстания 1924 года. В 1925 году он ушёл в отставку и стал фермером.
В 1940 году после советизации Эстонии был арестован; умер в следующем году, находясь в тюремном заключении.

## Цитаты о Карле Партсе
Арнольд Хинном в своей книге «Великая борьба» (эст. Suur heitlus) писал о Карле Партсе:
«… Бронепоезда и капитан Партс — это одно понятие, они неразлучны.
Несомненно, Партс был одной из самых необычных фигур в Освободительной Войне. Высокий, стройный, с хорошей воинской выправкой, он был очень представительным. Любил и умел говорить, иногда это было для него проблемой, ибо когда он начинал речь, не хотел заканчивать. Великий патриот. Его главным желанием было выбить Красных со своей Родины, в сражениях он был наступающим крылом. Не в руководстве сражениями заключалось важность Партса, но то, что он шел в бой и шел храбро!
Иногда если все не ладилось, он мог очень рассердиться, но когда эта вспышка заканчивалась, Партс забывал об инциденте. Как уже было сказано, в то время в дивизионной семье бронепоездов преобладали очень дружеские отношения. Никаких «начальственных» отношений между начальством и подчиненными не было вовсе. Они жили как одна семья. Когда позже говорили о «духе Освободительной Войны», то мне неизменно приходил на память тот дух, который правил в дивизии бронепоездов — и как таковой я представлял его. Но с окончанием Войны за независимость исчез и дух Освободительной Войны!
«Старый Партс», как его называли, также был типичным представителем духа Освободительной Войны. Он был очень отзывчивым по отношению к другим личным заботам. У него было доброе сердце — временами его даже можно было назвать чувствительным. Как и большая часть всех сентиментальных и нервных персонажей, Партса иногда раздражали, казалось бы пустяки, он даже мог прийти в ярость. После этого он был зол сам на себя, но не хотел, чтобы это было видным, чтобы не показывать свою слабость. И этот страх проявить слабость был его самой большой ошибкой. Он всегда становился нервным и злым, когда кто-то осмеливался усомниться в нем или вовсе в действиях и возможностях бронепоездов. Если к нему не было проявлено достаточно уважения, он более не смог бы себя сдерживать.

Однако это не имеет большого значения для оценки заслуг Партса в Освободительной Войне. Они бесценны, а Партс — одна из самых важных фигур в Освободительной Войне…».